# 卡斯泰尔诺-佩盖罗勒
卡斯泰尔诺-佩盖罗勒（法語：Castelnau-Pégayrols）是法国阿韦龙省的一个市镇，属于米约区。该市镇2009年时的人口为333人。

## 人口
卡斯泰尔诺-佩盖罗勒人口变化图示
| 数据来源：INSEE |